# Смогів
Смогів — село в Україні, в Стрийському районі Львівської області. Населення становить 411 осіб.

## Історія
У податковому реєстрі 1515 року село документується як орендований маєток з 3 ланами (близько 73 га) оброблюваної землі.

## Населення

### Мова
Розподіл населення за рідною мовою за даними перепису 2001 року:
| Мова       | Кількість | Відсоток |
| ---------- | --------- | -------- |
| українська | 411       | 100%     |

## Політика

### Парламентські вибори, 2019
На позачергових парламентських виборах 2019 року у селі функціонувала окрема виборча дільниця № 460385, розташована у приміщенні сільської ради.
Результати
- зареєстровано 282 виборці, явка 54,96 %, найбільше голосів віддано за «Слугу народу» — 22,58 %, за «Голос» — 16,13 %, за «Європейську Солідарність» — 14,84 %.[4] В одномандатному окрузі найбільше голосів отримав Андрій Кіт (самовисування) — 32,90 %, за Андрія Гергерта (Всеукраїнське об'єднання «Свобода») — 18,06 %, за Володимира Кулака (самовисування) — 12,90 %[5].

## Релігія
У селі є дерев'яна церква 1850 року.